# Centris buchholzi
Centris buchholzi är en biart som beskrevs av Herbst 1918. Centris buchholzi ingår i släktet Centris och familjen långtungebin. Inga underarter finns listade.